# Олівін
Олівін — породотвірний мінерал класу силікатів. Ортосилікат магнію та заліза острівної будови. Вміст заліза і магнію змінюється між крайніми членами ізоморфного ряду олівіну: форстеритом Mg2[SiO4] і фаялітом — Fe2[SiO4]. Олівін складає основні і ультраосновні магматичні породи і є дуже поширеним мінералом в мантії Землі. Це один з найпоширеніших в земній корі мінералів.

## Назва
Назву цей мінерал отримав від німецького мінералога Авраама Вернера у 1789 році за свій оливково-зелений колір вкраплеників в базальтах. Синоніми: перидо́т (слово французького походження). Прозорий жовто-зелений до зеленого відтінку олівін, який є дорогоцінним каменем, називають хризолітом.

## Склад і властивості
Хімічний склад олівіну змінюється від істотно магнезіального — форстериту (Fo) Mg2[SiO4] до залізистого — фаяліту (Fa) Fe2[SiO4], причому існує безперервний ізоморфний ряд між цими крайніми членами, де Mg2+ ізоморфно заміщується Fe2+. Досконалий ізоморфізм типу твердого розчину встановлений і в ряду фаяліт-кнебеліт-тефроїт. Проте, в ряду Fo-Fa, манган присутній лише в незначних кількостях, що ймовірно пов'язане з незначним вмістом Mn в основних і ультраосновних магмах. Збагачений магнієм тефроїт (пікротефроїт) зустрінутий лише в кількох родовищах. Проміжні члени ізоморфного ряду Fo-Fa майже не містять домішок Ca2+. Залізистий аналог монтічеліту — кірштейніт встановлений лише в шлаках металургійного виробництва, але не знайдений в природі. Склад (з порід Везувію, у %): MgO — 51,64; FeO — 5,01; SiO2 — 42,3.
Сингонія ромбічна. Форми виділення: зернисті агрегати, рідкісні короткостовпчасті призматичні кристали. Густина 3,22-4,39. Твердість 6,5-7,25. Переважно зеленого, жовто-зеленого кольору. Блиск — скляний. Крихкий. Злам раковистий.

## Генезис і поширення
Олівін є типовим глибинним високотемпературним мінералом. Під час магматичної кристалізації більш ранні олівіни і олівіни гіпербазитів збагачені Mg порівняно з пізнішими, чи з олівінами основних (і тим більше кислих) порід, склад яких сягає майже чистого фаяліту. В мантії олівін є найпоширенішим мінералом до глибин близько 440 км, де відбувається його поліморфний перехід до рингвудиту з щільнішою кубічною упаковкою.
В земній корі олівін зустрічається зазвичай у недосичених SiO2 породах. Основні мінерали групи олівіна  — форстерит (Mg2SiO4), фаяліт (Fe2SiO4), тефроїт Mn2SiO4 утворюють ізоморфні ряди, члени яких відомі як власне олівіни, або гортоноліт (Mg, Fe)2SiO4, кнебеліт (Fe, Mn)2SiO4, пікротефроїт (Mn, Mg)SiO4. Прозорий різновид — хризоліт. Олівін — важливий мінерал основних і ультраосновних вивержених порід — дунітів, перидотитів, олівінових габро і базальтів, пікритів і ін. Один з найпоширеніших мінералів як на Землі, так і в космосі. Зокрема його знайдено у складі метеоритів, астероїдів, на Місяці, Марсі.
Розповсюдження: Фіршток, Оденвальде, Рьон і Фогельсберґ (Гессен), Кайзерштуль (Баден), Форстберґ (Ейфель) — ФРН; Лангбан (Швеція), Піццо-Фіццо (П'ємонт, Італія); Айн-Тая (Алжир); Есна (Верхній Єгипет); о. Сент-Джон (Червоне море); Красноярський край, Урал, Таймир, Респ. Саха, Забайкалля — РФ та ін. В Україні є на Волині, у Приазов'ї.

## Використання
Використовують для виготовлення вогнетривів, окремі різновиди — як дорогоцінне каміння.

## Різновиди
Розрізняють:
- олівін залізистий (фаяліт);
- олівін вапнистий або кальціїстий (1-й різновид олівіну з вмістом СаО до 14 %; 2-й — моноклінна модифікація ларніту — Ca2[SiO4], стабільна нижче 675 °C);
- олівін вапнисто-залізистий (кальціїсто-залізистий, монтичеліт залізистий);
- олівін титановий (різновид олівіну, який містить незначну кількість титану);
- олівін білий (форстерит);
- олівін уральський (помилкова назва демантоїду).

## Цікаві факти
- Найбільший за розмірами огранований хризоліт важить 310 карат. Він був знайдений на острові Зебергет і зберігається у Смітсонівському інституті у Вашингтоні[5].
- У 2018 році вулкан Кілауеа, під час свого виверження, обсипав гавайців олівінами[6].